# Костянтинівське (заказник)
Костянти́нівське — лісовий заказник місцевого значення в Україні. Розташований у межах Сарненського району Рівненської області, на захід від села Костянтинівка. 
Площа 159,6 га. Статус присвоєно згідно з рішенням Рівненського облвиконкому № 343 від 22.11.1983 року (зі змінами рішення облвиконкому № 98 від 18.06.1991 р.) переведено до лісового заказника рішенням облради від 15.03.2019 року № 1342. Перебуває у віданні ДП «Сарненський лісгосп» (Костянтинівське л-во, кв. 32, вид. 5, 7-10, 12-13; кв. 33, вид. 15, 17, 24-27, 30, 34, 35, 36; кв. 34, вид. 20-24; кв. 35, вид. 24, 26-35; кв. 49, вид. 1-2; кв. 50, вид. 1-26, 29, 32, 33, 36-37; кв. 51, вид. 1-2, 6-13; кв. 52, вид. 4-19, 23, 24). 
Статус присвоєно з метою збереження частини лісового масиву з цінними насадженнями сосни. 